# Liste des boursiers Killam, par ordre alphabétique F
| Nom               | Année | Université                     | Discipline             |
| ----------------- | ----- | ------------------------------ | ---------------------- |
| E.L. Fackenheim   | 1976  | Université de Toronto          | Philosophie            |
| D.S. Fensom       | 1973  | Université Mount Allison       | Biologie               |
| D.G. Fleming      | 1987  | Université of British Columbia | Chimie                 |
| Gilles Fontaine   | 1990  | Université de Montréal         | Physique               |
| Marcel Fournier   | 2001  | Université de Montréal         | Sociologie et Histoire |
| R.A. Freeze       | 1984  | Université of British Columbia | Sciences de la terre   |
| J. B. Friedlander | 2003  | Université de Torontol         | Mathématiques          |
| B.M. Frolic       | 1978  | Université York                | Sciences politiques    |
| C.A. Fyfe         | 1985  | Université Guelph              | Chimie                 |